# Hetereleotris caminata
Hetereleotris caminata es una especie de peces de la familia de los Gobiidae en el orden de los Perciformes.

## Morfología
Los machos pueden llegar a alcanzar los 4 cm de longitud total.

## Distribución geográfica
Se encuentra desde Shimon (Kenia) hasta Bazaruto (Mozambique ).

## Observaciones
Es inofensivo para los humanos.